# Beinn Udlamain
Der Beinn Udlamain ist ein als Munro und Marilyn eingestufter, 1.011 m (3.317 ft) hoher Berg in Schottland. Sein gälischer Name kann in etwa mit Düsterer Berg oder Finsterer Berg übersetzt werden.
Er liegt auf der Grenze zwischen den Council Areas Highland und Perth and Kinross in den Grampian Mountains östlich von Loch Ericht und südlich von Dalwhinnie in der  Berggruppe der Drumochter Hills. Die als Site of Special Scientific Interest (SSSI) ausgewiesene Berggruppe erstreckt sich westlich und östlich des Pass of Drumochter, über den mit der A9, der National Cycle Route 7 und der Highland Main Line die wichtigsten Straßen- und Eisenbahnverbindungen der Highlands in Nord-Süd-Richtung verlaufen. Der Beinn Udlamain ist der höchste Berg der Drumochter Hills, die insgesamt sieben Munros sowie weitere, niedrigere Gipfel umfassen. 

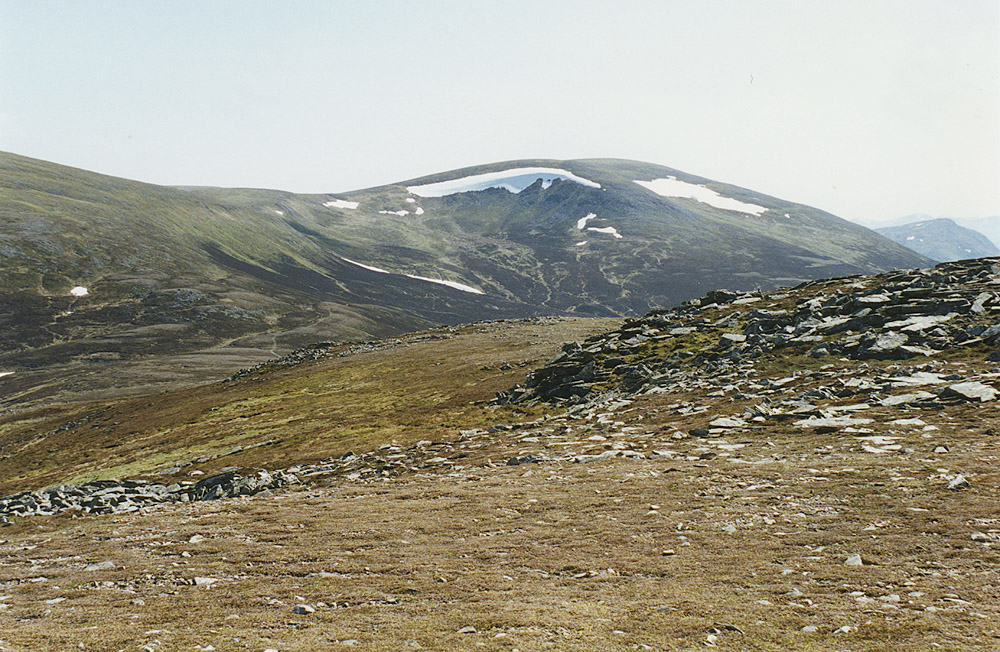
Blick vom Südgrat des Geal-Chàrn auf den Beinn Udlamain

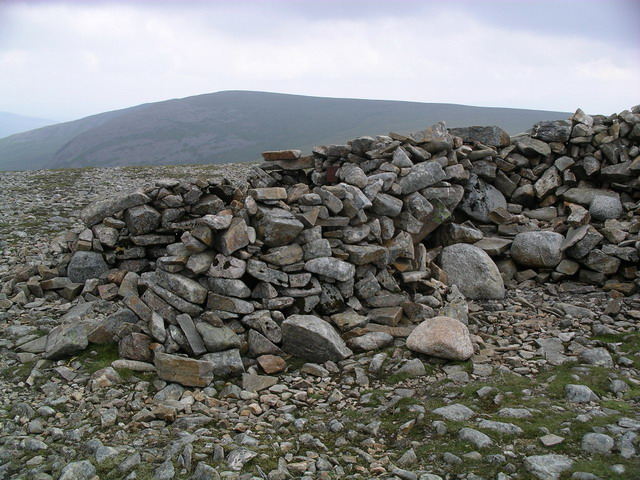
Der Gipfelcairn des Beinn Udlamain, im Hintergrund der Sgairneach Mhòr

Der Beinn Udlamain erstreckt sich entlang des Ostufers von Loch Ericht und besitzt nach Süden wie Norden Grate, die über hochgelegene Bealachs zu benachbarten Bergen führen. Am Ende des Südgrats besteht über den 809 Meter hohen Bealach am Càrn ’lc Loumhaidh, der zugleich den Talschluss des südöstlich liegenden Coire Dhomhain darstellt, ein Übergang zum östlich liegenden, 991 Meter hohen Sgairneach Mhòr. Vom breiten Gipfelplateau des Beinn Udlamain, dessen höchster Punkt durch einen Cairn markiert ist, laufen zwei Grate in Richtung Norden. Der kurze, felsige Nordgrat endet über dem Fraoch-choire, der längere, östlich um das Fraoch-choire verlaufende Nordostgrat senkt sich bis auf 861 Meter ab und führt zum nordöstlich liegenden, 975 Meter hohen A’ Mharconaich. Nach Westen wie Osten fällt der Beinn Udlamain vom breiten Gipfelplateau mit steilen, gras- und heidebewachsenen Hängen ab.
Ausgangspunkt für eine Besteigung des Beinn Udlamain ist ein Parkplatz südlich des Pass of Drumochter an der A9. Vom Startpunkt ausgehend führt der Zustieg durch das Coire Dhomhain, das am östlichen Wandfuß des Beinn Udlamain verläuft und an dessen Südostflanke bis zum Càrn ’lc Loumhaidh auf gut 800 Meter Höhe. Von dort führt der breite Südgrat auf das Gipfelplateau. Viele Munro-Bagger besteigen im Rahmen einer Tour auf den Beinn Udlamain auch die benachbarten Munros Sgairneach Mhòr und A’ Mharconaich und erreichen den Gipfel von den beiden Nachbarn aus über die Verbindungsgrate. Der Beinn Udlamain bietet vor allem nach Westen eine weite Aussicht über Loch Ericht bis zum Ben Alder.